# Karcinom
Karcinom je naziv za zloćudnu novotvorinu (zloćudni tumor ili rak) čije su tumorske stanice podrijetla epitelnih stanica.
Karcinom nekog organa nije isto što i rak nekog organa, iako je kod mnogih organa karcinom najčešća vrsta raka (zloćudne novotvorine, zloćudnog tumora) koja zahvaća neki organa. 
Epitelne stanice su rasprostranjene u čitavom tijelu tako da se karcinom može javiti u mnogim organima (npr. koža, pluća, bubreg). 

## Klasifikacija
Prema histopatološkim karakteristikama karcinomi se mogu klasificirati. Dva najčešća tipa karcinoma su adenokarcinom (tumorske stanice stvaraju žlijezdane tvorbe) i planocelularni karcinom (tumorske stanice izgledaju kao višeslojni pločasti epitel).